# John Michael Kosterlitz
John Michael Kosterlitz (Aberdeen, 22. srpnja 1942.), britanski fizičar. Diplomirao (1965.) i doktorirao (1969.) na Sveučilištu u Cambridgeu. Radio je u Institutu za teorijsku fiziku u Torinu u Italiji (od 1969. do 1970.), na Sveučilištu u Birminghamu (od 1970. do 1982.) i Sveučilištu Brown u Providenceu (SAD) (od 1982.). Bavi se kondenziranom tvari, faznim prijelazima dvodimenzionalnih materijala. Otkrio je topološki fazni prijelaz nestajanja parova vrtloga u suprafluidu s povećanjem temperature (Kosterlitz-Thoulesseov prijelaz). Za teorijsko otkriće topoloških faznih prijelaza i topoloških faza tvari s D. J. Thoulesseom i D. Haldaneom dobio Nobelovu nagradu za fiziku (2016.). Član je Kraljevskog društva (eng. Royal Society) od 1978.

## Fazni prijelazi
Fazni prijelazi su promjene stanja pojedine faze (elementarne, spoja, eutektičke smjese, peritektičkog spoja i slično) pri promjeni temperature. Razlikuju se fazni prijelazi I. vrste, kod kojih su u stanju ravnoteže slobodne entalpije u obje faze jednake po vrijednosti, ali se pritom entropija i volumen skokovito mijenjaju, i fazni prijelazi II. vrste, kod kojih se u stanju ravnoteže ne mijenjaju ni entalpija, ni entropija, ni volumen. U fazne prijelaze I. vrste spadaju na primjer taljenje, isparavanje i sublimacija, a u fazne prijelaze II. vrste prijelazi kod kojih na primjer tvari gube feromagnetička svojstva (Curiejeva temperatura), pojava supravodljivosti, procesi razlaganja i stvaranja međumetalnih spojeva u čvrstoj fazi i tako dalje.

## Supratekućina ili suprafluidnost
Suprafluidnost je stanje ukapljenoga helija koje se očituje gibanjem tekućine bez trenja na ekstremno niskoj temperaturi uz očuvana adhezijska svojstva. Otkrio ju je 1937. Pjotr Leonidovič Kapica, a neovisno o njem otkrili su ju iste godine Donald Misener i John Frank Allen proučavajući pojave do kojih dolazi kada se helij ohladi na temperaturu nižu od 2.17 K. Ako se na primjer u suprafluidni helij djelomično uroni prazna posuda, po njezinim će se stijenkama u tankom sloju (do 30 nm) helij penjati i spuštati u posudu sve dok se razina helija u posudi ne izjednači s razinom okolnoga helija; ako se kapilarna cjevčica jednim krajem uroni u suprafluidni helij i osvijetli, na njezinu će gornjem kraju istjecati helij poput vodoskoka visoka do 10 centimetara (takozvani učinak vodoskoka). Danska fizičarka Lena Hau uspjela je 1999. u suprafluidu usporiti svjetlost do brzine 17 m/s, a 2001. uspjela ju je zaustaviti.
Helijevi izotopi 4He i 3He imaju različita suprafluidna stanja, a zbog različitoga broja neutrona u atomskoj jezgri (različitog spina) pripadaju različitim statistikama (kvantna statistika). Izotop helija 4He, sa spinom 0, je bozon, podvrgava se Bose-Einsteinovoj statististici, ukapljuje se na 4.2 K i prelazi u suprafluidno stanje na temperaturi 2.17 K, a izotop 3He, sa spinom 1/2, podvrgava se Fermi-Diracovoj statististici, ukapljuje se na 3.19 K, postaje suprafluidan na temperaturi 2.6 mK i ima dva različita suprafluidna stanja. 
Teorijski doprinos tumačenju suprafluidnosti helijeva izotopa 4He prvi su dali Laszlo Tisza i Lev Davidovič Landau 1941. u dvokomponentnom modelu s kvazičesticama fononima i rotonima, a kvantnomehanički ju je nadogradio Richard Feynman. Objašnjenje suprafluidnosti izotopa 3He uklopilo se u poopćenu BCS-teoriju (supravodljivost). Postizanje suprafluidnosti još je vrlo skupo zbog potrebnih izuzetno niskih temperatura i iznimne čistoće helija, pa se primjenjuje uglavnom u znanstvenim istraživanjima, na primjer pri proučavanju pojedinačnih molekula plina u suprafluidu, gdje se one zbog nedostatka trenja gibaju potpuno slobodno; za održavanje osjetljivih mjernih instrumenata ili dijelova instrumenata na niskoj temperaturi (u astronomskom satelitu za opažanje infracrvenoga zračenja, IRAS, koji je lansiran 1983., s pomoću 720 litara suprafluidnoga helija instrumenti se čuvaju na temperaturi 1,6 K). U širem smislu stanje elektrona u supravodiču također je suprafluidno.